# Паволочка (річка)
Па́волочка — річка в Україні, у межах Попільнянського району Житомирської області. Ліва притока Роставиці (басейн Дніпра). 
Свою назву Паволочка веде від назви поселення. Довжина річки 23 км. Бере початок у заболоченій долині на захід від села Макарівки, на висоті 251 м; тече переважно на схід. Протікає через села: Макарівка, Андрушки та Паволоч (в межах села впадає у Роставицю). По течії розташовані кілька ставків (особливо великий між селами Макарівка й Андрушки) для розведення риби. 
Річка становить важливе місце в розвитку та веденню господарства. Тут водяться численні види риб, околиці населяють різноманітні тварини (переважно у верхів'ї).